# Copacabana Palace

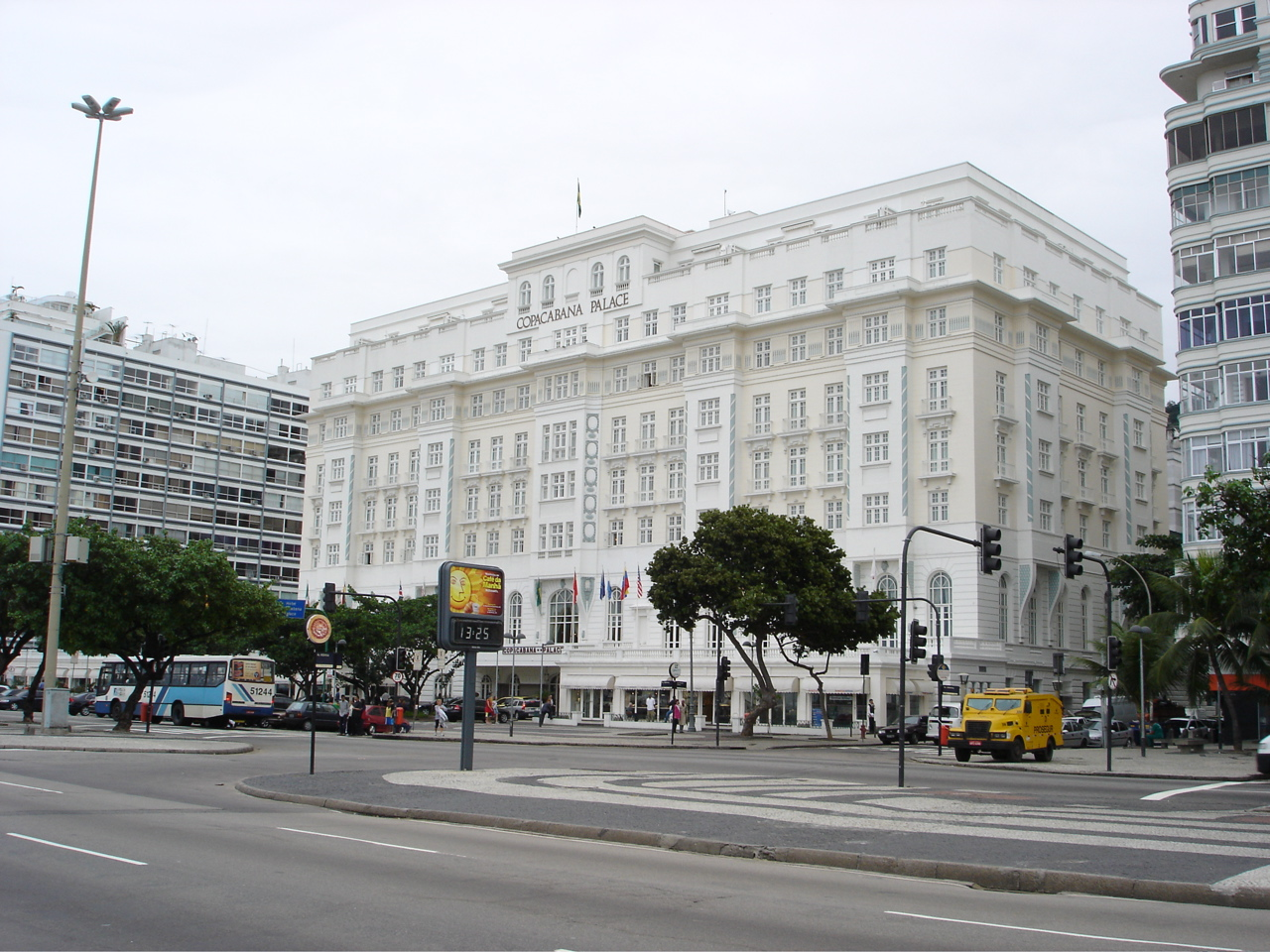
Widok hotelu od strony ulicy.

Belmond Copacabana Palace to ekskluzywny, pięciogwiazdkowy brazylijski hotel, położony w Rio de Janeiro w dzielnicy Copacabana, przy plaży o tej samej nazwie. Znajduje się w odległości 8 mil od lotniska Santos Dumont i 20 mil od międzynarodowego lotniska w Rio.
Hotel został zaprojektowany przez francuskiego architekta Josepha Gire’a i otworzony w 1923 roku. Od tego czasu miał on tylko dwóch właścicieli: rodzinę Guinle oraz od 1989 roku Orient-Express Hotels, Trains & Cruises.
Copacabana Palace zajmuje w sumie powierzchnię 12,000 m². W latach 90. hotel przeszedł gruntowny remont. Odnowione zostały baseny, pokoje, a także sam budynek; dobudowano również dwa dodatkowe piętra. Remont ten nie objął jednak hotelowego kasyna Antique Casino, które renowację przeszło dopiero w 2006 roku.
Według Official Hotel Guide Copacabana Palace jest najbardziej luksusowym hotelem Ameryki Łacińskiej.

## Zakwaterowanie
Hotel składa się w sumie z 222 miejsc zakwaterowania. W budynku głównym znajduje się ich 147, z czego 71 stanowią apartamenty, a 76 normalne pokoje. Z kolei w Tower Wing Building znajdują się wyłącznie apartamenty, których jest 75. Istnieją cztery warianty widoków z okien, a są to: ulica, basen, zewnętrzną część obiektu lub widok na morze. W każdym pokoju znajdują się: telewizja kablowa, klimatyzacja, VCR, faks, sejf elektroniczny, suszarka do włosów oraz telefon.
Godne uwagi są apartamenty znajdujące się na szóstym piętrze hotelu, bowiem ich wystrój kształtują liczne dzieła sztuki, orientalne dywany oraz francuskie płótna. Do dyspozycji gości wyłącznie tego piętra pozostaje również basen.

## Rozrywka
Copacabana Palace może się poszczycić ogromnym basenem oraz kortem tenisowym. Hotel posiada także kasyno, centrum fitnessowe, salon piękności, serwis plażowy oraz serwis zajmujący się opieką nad dziećmi.
Rozrywki sportowe, jakie oferuje hotel to m.in. surfing, golf i siatkówka plażowa. Organizowane są także wycieczki na pobliskie wyspy, podczas których istnieje możliwość nurkowania z instruktorem.
Hotel posiada własny serwis samochodowy, Lincoln Town Car Service, z którego po wcześniejszej rezerwacji mogą korzystać wszyscy goście Copacabana Palace.

## Bary i restauracje
W Copacabana Palace znajduje się wiele kawiarni, barów i restauracji, w tym jedne z najbardziej wyrafinowanych restauracji w Rio: The Hotel Cipriani Restaurant i The Pergula Restaurant. The Hotel Cipriani Restaurant, jedna z najnowocześniejszych w mieście, oferuje specjały kuchni włoskiej. Z kolei The Pergula Restaurant położona jest przy basenie i serwuje kuchnię międzynarodową. Hotel oferuje również możliwość zamówienia posiłków do prywatnych pokoi. Goście Copacabana Palace mogą bez ograniczeń korzystać z darmowych napojów, drinków oraz przekąsek, serwowanych przez cały dzień na tarasie przy basenie.